# NGC 3814
NGC 3814 is een lensvormig sterrenstelsel in het sterrenbeeld Leeuw. Het hemelobject werd op 25 april 1881 ontdekt door de Franse astronoom Édouard Jean-Marie Stephan.

## Synoniemen
- MCG 4-28-24
- ZWG 127.28
- PGC 36267